# بتا-دی
بتا-دی (به انگلیسی: Beta-D) با فرمول شیمیایی C۱۱H۱۵D۲NO۳ یک ترکیب شیمیایی است. که جرم مولی آن ۲۱۳٫۲۷ g/mol می‌باشد. 